# De Gooi- en Eemlander
De Gooi- en Eemlander ist eine niederländische Regionalzeitung mit Redaktionssitz in Hilversum. Sie erscheint montags bis samstags im Broadsheet-Format. Herausgeber der Zeitung ist HDC Media, wo mit Haarlems Dagblad, IJmuider Courant, Leidsch Dagblad und Noordhollands Dagblad weitere Regionalzeitungen erscheinen. Die bezahlte Auflage betrug im ersten Quartal 2008 26.814 Exemplare. Die Chefredakteure sind Geert ten Dam und Jan Geert Majoor.

## Geschichte

### Gründung und Aufstieg
Im November 1871 erschien unter der Herausgeberschaft von Johan Geradts das erste Mal die Wochenzeitung Gooisch Nieuwsblad. Das Erscheinungsgebiet wurde schon bald auch auf die Gemeinden Baarn, Blaricum, Bussum, Eemnes, Laren, Naarden und Soest ausgedehnt, die Zeitung erhielt zur gleichen Zeit auch ihren heutigen Namen.
Wie die Zeitung selbst einräumt, war die Machart in der Anfangszeit eher schlicht. An Kommentare, Meinungsseiten oder Hintergrundberichte war nicht zu denken, die Honoratioren unangreifbar, das Layout ohne Überschriften und Illustrationen.
Nachdem im Dezember 1900 die Druckerei völlig niedergebrannt war, wandte sich der bereits betagte Geradts an die örtlichen Gebrüder Klene, die ebenfalls eine Druckerei besaßen, und überließ ihnen einige Monate später seine Zeitung gänzlich. Von 1901 erschien sie zweimal die Woche, 1923 wurde sie zur Tageszeitung. Im gleichen Zeit war eine Auflage von 8.500 erreicht worden, 1940 hatte De Gooi- en Eemlander 19.000 Abonnenten.

### Deutsche Besatzung und Nachkriegszeit
Mit der  deutschen Besatzung im Zweiten Weltkrieg begann ein kompliziertes und längeres Kapitel, das zehn Jahre andauern sollte. Verleger Klene (die Zeitung befand sich vier Generationen in Besitz dieser Familie) wollte u. a. vermeiden, dass die Belegschaft durch eine Einstellung in Armut versank und die Druckpressen für De Zwarte Soldaat, einem Organ der „Weerbaarheidsafdeling“, die wiederum Teil der niederländischen Nationalsozialisten NSB war, genutzt werden würden. Die deutsche Besatzung zwang der Zeitung den neuen Chefredakteur Graumans aus den Reihen der NSB auf, der sich als relativ gemäßigt erwies. In der Folgezeit versuchte die Redaktion sich so gut es ging zu widersetzen, indem sie aufgezwungene Überschriften verkürzte und Photos bis zur Unkenntlichkeit verkleinerte. Am 1. August 1944 erhielt die Redaktion mit Hermanus Goedhart jedoch einen wesentlich fanatischeren Nachfolger.
Nach dem Krieg erhielten alle Zeitungen, die in den Jahren nach 1942 noch erschienen, ein Erscheinungsverbot, sodass auch De Gooi- en Eemlander hiervon betroffen war. Die Untergrundpresse der Region vereinigte sich unter dem Titel Gooische Klanken, diese neue Zeitung hatte ihr Erscheinen in den ersten Wochen zum wesentlichen Teil der Mithilfe der technischen Belegschaft der De Gooi- en Eemlander zu verdanken. Die Redaktion besetzte die Büros von De Gooi- en Eemlander und sah sich als Übergangszeitung bis zu dem Tag, da De Gooi- en Eemlander von den Altlasten gesäubert wäre. Da dies länger dauerte als gedacht, setzte Gooische Klanken Redakteure der Gooi- en Eemlander ein, das Direktorium der Gooische Klanken musste jedoch nach einer Beschwerde seitens desjenigen der De Gooi- en Eemlander die Redaktionsräume verlassen. Am 29. März 1946 erschien die erste Nachkriegsausgabe der Gooi- en Eemlander, womit sich die Situation ergab, dass zwei (mittlerweile verfeindete) Redaktionen im selben Haus saßen und dieselbe Druckerei für ihre Zeitungen hatten. Am 28. Oktober 1946 zog die Redaktion der Gooische Klanken schließlich um. Die De Gooi- en Eemlander gewann den Kampf, die Gooische Klanken wurde am 25. April 1949 eingestellt, während De Gooi- en Eemlander stetige Auflagenzuwächse verbuchen konnte. Zeitweise musste sie allerdings ihren Namen in Het Gooi- en Ommeland ändern, da sie im April 1948 eine entsprechende Weisung aufgrund ihrer Besatzungsvergangenheit erhalten hatte.

### Erneuter Aufstieg und Bedeutungsverfall
Die Bedeutung der Zeitung nahm weiter zu, 1980 war ein Rekordauflagenwert von fast 60.000 Exemplaren erreicht. In seiner Hochzeit erschienen bei dem damaligen herausgebenden Verlag „Dagblad De Gooi- en Eemlander BV“ vier weitere Zeitungen, Dagblad van Almere (seit 1978), Goois Weekblad, Groene Weekblad und de Kabelkrant, die allesamt wegen Einsparungen, Fusionen, Reorganisationen etc. nicht mehr existieren. 1996 wurde De Gooi- en Eemlander von der De Telegraaf Holding gekauft und in die Tochtergesellschaft „Hollandse Dagblad Combinatie“ (HDC) eingegliedert. Auch wenn die Hochphase schon länger zurückliegt, so hat De Gooi- en Eemlander seit der Jahrtausendwende nochmals deutlich Federn lassen müssen, im 4. Quartal 1999 hatte sie noch eine bezahlte Auflage von 40.737 Exemplaren für sich verbuchen können.

### Bekannte Mitarbeiter
Gabriël Smit war von 1933 bis 1939 Redakteur der Zeitung.

## Weiterführende Literatur
- Guus Pikkemaat: Dagblad De Gooi- en Eemlander: tijdens de oorlogsdagen, de bezettingstijd en de eerste jaren na de bevrijding (1940–1950), Dagblad De Gooi- en Eemlander, Hilversum 1991